# Józef Kowalczyk (wiceminister)
Józef Adam Kowalczyk – polski polityk i urzędnik państwowy, podsekretarz stanu w Ministerstwie Przekształceń Własnościowych (1994–1996) i Ministerstwie Skarbu Państwa (1996–1997).

## Życiorys
Działacz ZSL i PSL, kierował biurem prasy Naczelnego Komitetu ZSL. Uczestnik obrad Okrągłego Stołu po stronie koalicyjno-rządowej w ramach podzespołu ds. środków masowego przekazu. W latach 1989–1991 wiceprezes Komitetu do spraw Radia i Telewizji „Polskie Radio i Telewizja” odpowiedzialny za sprawy radia. Później zasiadał też w radzie nadzorczej Polskiego Radia. Od 20 stycznia 1994 do 30 września 1996 pełnił funkcję podsekretarza stanu w Ministerstwie Przekształceń Własnościowych, a od 1 października 1996 do 15 października 1997 podsekretarza stanu w Ministerstwie Skarbu Państwa. Pod koniec 1997 powołany na stanowisko wiceprezesa Agencji Prywatyzacji.